# Lucha en los Juegos Olímpicos
La lucha en los Juegos Olímpicos se realiza desde la primera edición (Atenas 1896). Hasta Sídney 2000 solo podían participar hombres.
Tras el Campeonato Mundial, es la máxima competición internacional de lucha. Es organizado por el Comité Olímpico Internacional (COI), junto con la asociación United World Wrestling (UWW).
Se realizan competiciones en dos modalidades: lucha grecorromana (solo para hombres) y lucha libre (tanto para hombres como para mujeres).

## Ediciones
| Núm.   | Año  | Sede                          | Instalaciones                                         |
| ------ | ---- | ----------------------------- | ----------------------------------------------------- |
| I      | 1896 | Atenas ( Grecia)              | Estadio Panathinaikó                                  |
| —      | 1900 | París ( Francia)              | —                                                     |
| II     | 1904 | San Luis ( Estados Unidos)    | Francis Field                                         |
| III    | 1908 | Londres ( Reino Unido)        | Estadio de White City                                 |
| IV     | 1912 | Estocolmo ( Suecia)           | Estadio Olímpico                                      |
| V      | 1920 | Amberes ( Bélgica)            | Gran Sala de Zoología (Zoológico de Amberes)          |
| VI     | 1924 | París ( Francia)              | Velódromo de Invierno                                 |
| VII    | 1928 | Ámsterdam ( Países Bajos)     | Krachtsportgebouw                                     |
| VIII   | 1932 | Los Ángeles ( Estados Unidos) | Auditorio Olímpico                                    |
| IX     | 1936 | Berlín ( Alemania)            | Deutschlandhalle                                      |
| X      | 1948 | Londres ( Reino Unido)        | Centro de Exhibiciones Earls Court                    |
| XI     | 1952 | Helsinki ( Finlandia)         | Pabellón de Exposiciones I                            |
| XII    | 1956 | Melbourne ( Australia)        | Palacio Real de Exposiciones                          |
| XIII   | 1960 | Roma ( Italia)                | Basílica de Majencio                                  |
| XIV    | 1964 | Tokio ( Japón)                | Gimnasio Komazawa                                     |
| XV     | 1968 | Ciudad de México ( México)    | Pista de Hielo Insurgentes                            |
| XVI    | 1972 | Múnich ( RFA)                 | Pabellón 14 del Recinto Ferial                        |
| XVII   | 1976 | Montreal ( Canadá)            | Centro Pierre Charbonneau                             |
| XVIII  | 1980 | Moscú ( URSS)                 | Pabellón de Atletismo del Complejo Deportivo del CSKA |
| XIX    | 1984 | Los Ángeles ( Estados Unidos) | Centro de Convenciones de Anaheim                     |
| XX     | 1988 | Seúl ( Corea del Sur)         | Gimnasio Sangmu                                       |
| XXI    | 1992 | Barcelona ( España)           | Instituto Nacional de Educación Física de Cataluña    |
| XXII   | 1996 | Atlanta ( Estados Unidos)     | Centro Mundial de Congresos de Georgia                |
| XXIII  | 2000 | Sídney ( Australia)           | Centro de Conferencias y Exposiciones                 |
| XXIV   | 2004 | Atenas ( Grecia)              | Centro Olímpico Ano Liosia                            |
| XXV    | 2008 | Pekín ( China)                | Gimnasio de la Universidad de Agronomía de China      |
| XXVI   | 2012 | Londres ( Reino Unido)        | Centro de Exposiciones ExCeL – Pabellón 2             |
| XXVII  | 2016 | Río de Janeiro ( Brasil)      | Arena Carioca 2                                       |
| XXVIII | 2020 | Tokio ( Japón)                | Makuhari Messe                                        |
| XXIX   | 2024 | París ( Francia)              | Arena Campo de Marte                                  |

## Medallero histórico
- Actualizado a París 2024 (incluye los últimos casos de dopaje de Pekín 2008 y Londres 2012, y las correspondientes reasignaciones).

| Núm. | País                    | Oro | Plata | Bronce | Total |
| ---- | ----------------------- | --- | ----- | ------ | ----- |
| 1    | Rusia                   | 103 | 50    | 46     | 199   |
| 2    | Estados Unidos          | 59  | 47    | 43     | 149   |
| 3    | Japón                   | 45  | 23    | 19     | 87    |
| 4    | Turquía                 | 29  | 18    | 21     | 68    |
| 5    | Suecia                  | 28  | 27    | 31     | 86    |
| 6    | Finlandia               | 26  | 28    | 29     | 83    |
| 7    | Hungría                 | 20  | 17    | 19     | 56    |
| 8    | Bulgaria                | 18  | 32    | 23     | 73    |
| 9    | Irán                    | 13  | 19    | 23     | 55    |
| 10   | Cuba                    | 12  | 7     | 13     | 32    |
| 11   | Corea del Sur           | 11  | 11    | 14     | 36    |
| 12   | Alemania                | 9   | 24    | 20     | 53    |
| 13   | Rumania                 | 7   | 8     | 19     | 34    |
| 14   | Italia                  | 7   | 4     | 11     | 22    |
| 15   | Polonia                 | 5   | 9     | 13     | 27    |
| 16   | Serbia                  | 5   | 6     | 7      | 18    |
| 17   | Estonia                 | 5   | 2     | 4      | 11    |
| 18   | Ucrania                 | 4   | 9     | 9      | 22    |
| 19   | Azerbaiyán              | 4   | 8     | 16     | 28    |
| 20   | Georgia                 | 4   | 7     | 10     | 21    |
| 21   | Francia                 | 4   | 4     | 10     | 18    |
| 22   | Suiza                   | 4   | 4     | 6      | 14    |
| 23   | Uzbekistán              | 4   | 2     | 5      | 11    |
| 24   | Canadá                  | 3   | 7     | 7      | 17    |
| 25   | Reino Unido             | 3   | 4     | 10     | 17    |
| 26   | Corea del Norte         | 3   | 2     | 7      | 12    |
| 27   | República Popular China | 2   | 6     | 12     | 20    |
| 28   | Armenia                 | 2   | 5     | 4      | 11    |
| 29   | Egipto                  | 2   | 2     | 3      | 7     |
| 29   | Noruega                 | 2   | 2     | 3      | 7     |
| 31   | República Checa         | 1   | 7     | 8      | 16    |
| 32   | Kazajistán              | 1   | 6     | 11     | 18    |
| 33   | Grecia                  | 1   | 3     | 8      | 12    |
| 34   | Baréin                  | 1   | 0     | 0      | 1     |
| 35   | Bielorrusia             | 0   | 7     | 7      | 14    |
| 36   | Kirguistán              | 0   | 4     | 7      | 11    |
| 37   | Mongolia                | 0   | 4     | 6      | 10    |
| 38   | Dinamarca               | 0   | 3     | 7      | 10    |
| 39   | Bélgica                 | 0   | 3     | 0      | 3     |
| 40   | India                   | 0   | 2     | 6      | 8     |
| 41   | Australia               | 0   | 1     | 2      | 3     |
| 41   | Líbano                  | 0   | 1     | 2      | 3     |
| 43   | Lituania                | 0   | 1     | 1      | 2     |
| 43   | Moldavia                | 0   | 1     | 1      | 2     |
| 43   | Puerto Rico             | 0   | 1     | 1      | 2     |
| 46   | Chile                   | 0   | 1     | 0      | 1     |
| 46   | Ecuador                 | 0   | 1     | 0      | 1     |
| 46   | Eslovaquia              | 0   | 1     | 0      | 1     |
| 46   | Letonia                 | 0   | 1     | 0      | 1     |
| 46   | México                  | 0   | 1     | 0      | 1     |
| 46   | Nigeria                 | 0   | 1     | 0      | 1     |
| 46   | República Árabe Unida   | 0   | 1     | 0      | 1     |
| 46   | Siria                   | 0   | 1     | 0      | 1     |
| 46   | Tayikistán              | 0   | 1     | 0      | 1     |
| 55   | Colombia                | 0   | 0     | 3      | 3     |
| 56   | Albania                 | 0   | 0     | 2      | 2     |
| 56   | Austria                 | 0   | 0     | 2      | 2     |
| 58   | España                  | 0   | 0     | 1      | 1     |
| 58   | Macedonia del Norte     | 0   | 0     | 1      | 1     |
| 58   | Pakistán                | 0   | 0     | 1      | 1     |
| 58   | San Marino              | 0   | 0     | 1      | 1     |
| 58   | Túnez                   | 0   | 0     | 1      | 1     |
|      | TOTAL                   | 447 | 447   | 536    | 1430  |

1. ↑  Incluye las medallas obtenidas por la URSS y el Equipo Unificado.
2. ↑  Incluye las medallas obtenidas por el Equipo Alemán Unificado, la RFA y la RDA entre 1949 y 1990.
3. ↑  Incluye las medallas obtenidas por Yugoslavia y Serbia y Montenegro.
4. ↑  Incluye las medallas obtenidas por Checoslovaquia.

## Luchadores con más medallas
- Actualizado hasta Tokio 2020.

### Hombres
| Núm. | Luchador           | País             | Estilo | Años      | Oro | Plata | Bronce | Total |
| ---- | ------------------ | ---------------- | ------ | --------- | --- | ----- | ------ | ----- |
| 1    | Mijaín López Núñez | Cuba             | G      | 2008–2024 | 5   | 0     | 0      | 5     |
| 2    | Alexandr Karelin   | URSS · Rusia     | G      | 1988–2000 | 3   | 1     | 0      | 4     |
| 3    | Carl Westergren    | Suecia           | G      | 1920–1932 | 3   | 0     | 0      | 3     |
| 3    | Ivar Johansson     | Suecia           | L / G  | 1932–1936 | 3   | 0     | 0      | 3     |
| 3    | Alexandr Medved    | URSS             | L      | 1964–1972 | 3   | 0     | 0      | 3     |
| 3    | Buvaisar Saitiyev  | Rusia            | L      | 1996–2008 | 3   | 0     | 0      | 3     |
| 7    | Rudolf Svensson    | Suecia           | G      | 1924–1932 | 2   | 2     | 0      | 4     |
| 8    | Bruce Baumgartner  | Estados Unidos   | L      | 1984–1996 | 2   | 1     | 1      | 4     |
| 9    | Kustaa Pihlajamäki | Finlandia        | L      | 1924–1936 | 2   | 1     | 0      | 3     |
| 9    | Vincenzo Maenza    | Italia           | G      | 1984–1992 | 2   | 1     | 0      | 3     |
| 9    | Majarbek Jadartsev | URSS · Rusia     | L      | 1988–1996 | 2   | 1     | 0      | 3     |
| 12   | Armen Nazarian     | Armenia Bulgaria | G      | 1996–2004 | 2   | 0     | 1      | 3     |

### Mujeres
| Núm. | Luchadora         | País           | Años      | Oro | Plata | Bronce | Total |
| ---- | ----------------- | -------------- | --------- | --- | ----- | ------ | ----- |
| 1    | Kaori Icho        | Japón          | 2004–2016 | 4   | 0     | 0      | 4     |
| 2    | Saori Yoshida     | Japón          | 2004–2016 | 3   | 1     | 0      | 4     |
| 3    | Risako Kawai      | Japón          | 2016–2020 | 2   | 0     | 0      | 2     |
| 4    | Natalia Vorobiova | Rusia          | 2012–2016 | 1   | 1     | 0      | 2     |
| 5    | Iryna Merleni     | Ucrania        | 2004–2008 | 1   | 0     | 1      | 2     |
| 5    | Carol Huynh       | Canadá         | 2008–2012 | 1   | 0     | 1      | 2     |
| 5    | Helen Maroulis    | Estados Unidos | 2016–2020 | 1   | 0     | 1      | 2     |